# Xian d'Anyuan
Pour les articles homonymes, voir Anyuan.
Le xian d'Anyuan (chinois simplifié : 安远县 ; chinois traditionnel : 安遠縣 ; pinyin : ānyuǎn xiàn) est un district administratif de la province du Jiangxi en Chine. Il est placé sous la juridiction de la ville-préfecture de Ganzhou.

## Démographie
La population du district était de 326 666 habitants en 1999.